# Eccellenza Veneto 2022-2023
Il campionato italiano di calcio di Eccellenza regionale 2022-2023 è il trentaduesimo organizzato in Italia. Rappresenta il quinto livello del calcio italiano.

## Stagione
Nella scorsa stagione, caratterizzata anch'essa dal COVID-19, erano stati composti tre gironi, mentre in questa stagione si ritorna ai consueti due gironi che, però, sono composti da 19 squadre l'uno per un totale di 38 squadre: le 30 rimaste della passata stagione, le tre retrocesse dalla Serie D (Ambrosiana, Spinea e San Martino Speme che è stata acquisita dalla Clivense, guidata da Sergio Pellissier, diventando FC Clivense SM) e le cinque promosse dalla Promozione Veneto.

## Girone A

### Squadre partecipanti
| Club                         | Città                              | Stadio                                                      | Stagione precedente    |
| ---------------------------- | ---------------------------------- | ----------------------------------------------------------- | ---------------------- |
| A.S.D. Academy Plateola 1911 | Piazzola sul Brenta (PD)           | Stadio comunale                                             | 8º posto in Ecc. B     |
| A.S.D. Albignasego Calcio    | Albignasego (PD)                   | Stadio Massimo Montagna                                     | 10º posto in Ecc. B    |
| Ambrosiana                   | Sant'Ambrogio di Valpolicella (VR) | Campo comunale "Montidon" (sintetico)                       | 14º posto in Serie D/C |
| A.S.D. Bassano               | Bassano del Grappa (VI)            | Stadio Rino Mercante                                        | 4º posto in Ecc. B     |
| U.S. Belfiorese              | Belfiore (VR)                      | Stadio comunale                                             | 5º posto in Ecc. A     |
| Calcio Schio 1905            | Schio (VI)                         | Stadio "De Rigo"                                            | 12º posto in Ecc. A    |
| A.S.D. Cerealdocks Camisano  | Camisano Vicentino (VI)            | Stadio Cavalier G. Dal Mas                                  | 5º posto in Ecc. B     |
| Castelnuovo D.G.             | Castelnuovo del Garda (VR)         | Campo comunale "Panciera"                                   | Promozione             |
| F.C. Clivense S.M.           | Verona (Chievo)                    | Stadio comunale "Borgo Vittoria" (San Martino Buon Albergo) | 18º posto in Serie D/C |
| A.C. Garda                   | Garda (VR)                         | Stadio comunale Adriano Cometti                             | 10º posto in Ecc. A    |
| Mestrinorubano F.C.          | Mestrino (PD)                      | Stadio Francesco Bertocco                                   | 4º posto in Ecc. A     |
| Montorio F.C.                | Verona (Montorio)                  | Stadio comunale                                             | 8º posto in Ecc. A     |
| A.S.D. Pescantina Settimo    | Pescantina (VR)                    | Pescantina - Pinarolli Stadium                              | 6º posto in Ecc. A     |
| S.P. Pozzonovo               | Pozzonovo (PD)                     | Stadio comunale                                             | 8º posto in Ecc. B     |
| Union Eurocassola            | San Giuseppe (Cassola) (VI)        | Stadio comunale                                             | Promozione             |
| Unione La Rocca Altavilla    | Altavilla Vicentina (VI)           | Campo comunale                                              | Promozione             |
| F.C.D. Valgatara             | Marano di Valpolicella (VR)        | Stadio comunale Valgatara                                   | 7º posto in Ecc. A     |
| S.S.D. Vigasio               | Vigasio (VR)                       | Stadio Ugo Capone                                           | 3º posto in Ecc. A     |
| A.C.D. Virtus Cornedo        | Cornedo Vicentino (VI)             | Stadio comunale                                             | 9º posto in Ecc. A     |

### Classifica finale
|  | Pos. | Squadra                   | Pt | G  | V  | N  | P  | GF | GS | DR  |
|  | ---- | ------------------------- | -- | -- | -- | -- | -- | -- | -- | --- |
|  | 1.   | Clivense S.M.             | 75 | 36 | 23 | 6  | 6  | 63 | 27 | +36 |
|  | 2.   | Bassano                   | 68 | 36 | 18 | 11 | 6  | 58 | 33 | +25 |
|  | 3.   | Ambrosiana                | 67 | 36 | 19 | 9  | 6  | 59 | 37 | +22 |
|  | 4.   | Academy Plateola          | 61 | 36 | 18 | 6  | 11 | 43 | 30 | +13 |
|  | 5.   | Unione La Rocca Altavilla | 60 | 36 | 16 | 11 | 8  | 52 | 37 | +15 |
|  | 6.   | Vigasio                   | 59 | 36 | 16 | 8  | 11 | 47 | 33 | +14 |
|  | 7.   | Union Eurocassola         | 56 | 36 | 15 | 11 | 9  | 51 | 40 | +11 |
|  | 8.   | Schio                     | 53 | 36 | 14 | 8  | 14 | 44 | 41 | +3  |
|  | 9.   | Mestrino Rubano           | 51 | 36 | 13 | 9  | 13 | 56 | 44 | +12 |
|  | 10.  | Montorio                  | 48 | 36 | 12 | 12 | 11 | 42 | 36 | +6  |
|  | 11.  | Albignasego               | 47 | 36 | 12 | 8  | 15 | 31 | 43 | -12 |
|  | 12.  | Camisano                  | 46 | 36 | 13 | 7  | 16 | 37 | 45 | -8  |
|  | 13.  | Virtus Cornedo            | 46 | 36 | 12 | 9  | 14 | 39 | 44 | -5  |
|  | 14.  | Pescantina Settimo        | 40 | 36 | 8  | 13 | 14 | 31 | 41 | -10 |
|  | 15.  | Valgatara                 | 40 | 36 | 8  | 13 | 14 | 38 | 53 | -15 |
|  | 16.  | Castelnuovo D.G.          | 36 | 36 | 9  | 9  | 17 | 29 | 48 | -19 |
|  | 17.  | Pozzonovo                 | 28 | 36 | 7  | 7  | 21 | 34 | 54 | -20 |
|  | 18.  | Belfiorese (-1)           | 28 | 36 | 6  | 11 | 18 | 24 | 55 | -31 |
|  | 19.  | Garda                     | 25 | 36 | 5  | 10 | 20 | 25 | 62 | -37 |

Legenda:
       Promossa in Serie D 2023-2024.
       Ammessa agli spareggi nazionali.
 Ammessa ai play-out.
       Retrocessa in Promozione Veneto 2023-2024.
Note:
Un punto di penalizzazione alla Belfiorese.
Regolamento:
Tre punti a vittoria, uno a pareggio, zero a sconfitta.
In caso di arrivo di due o più squadre a pari punti, la graduatoria verrà stilata secondo la classifica avulsa tra le squadre interessate che prevede, in ordine, i seguenti criteri:
- Punti negli scontri diretti.
- Differenza reti negli scontri diretti.
- Differenza reti generale.
- Reti realizzate in generale.
- Sorteggio.

#### Risultati

##### Tabellone
- aggiornati al 2 ottobre 2022

|                           | Aca  | Alb  | Amb  | Bas  | Bel  | Cam  | Cas  | Cli  | Gar  | Mes  | Mon  | Pes  | Poz  | ScH  | UEu  | ULR  | Val  | Vig  | Vir  |
| ------------------------- | ---- | ---- | ---- | ---- | ---- | ---- | ---- | ---- | ---- | ---- | ---- | ---- | ---- | ---- | ---- | ---- | ---- | ---- | ---- |
| Academy Plateola 1911     | –––– | -    | -    | -    | -    | -    | -    | 0-2  | -    | -    | -    | -    | 2-2  | -    | 0-3  | -    | -    | -    | -    |
| Albignasego Calcio        | -    | –––– | -    | -    | -    | -    | -    | 0-2  | -    | -    | -    | 2-1  | -    | 1-0  | -    | -    | -    | 1-0  | -    |
| Ambrosiana                | -    | -    | –––– | -    | 3-0  | -    | -    | 0-3  | -    | -    | -    | -    | -    | -    | -    | -    | 2-0  | -    | -    |
| Bassano                   | -    | -    | 3-3  | –––– | -    | 0-1  | -    | 0-1  | -    | -    | -    | -    | -    | -    | -    | -    | -    | -    | -    |
| Belfiorese                | -    | -    | -    | -    | –––– | -    | -    | 0-3  | -    | -    | -    | -    | -    | -    | -    | -    | -    | 0-0  | 1-1  |
| Camisano                  | -    | -    | -    | -    | -    | –––– | -    | 2-0  | 2-0  | -    | -    | -    | -    | -    | -    | -    | -    | -    | -    |
| Castelnuovo               | -    | -    | -    | -    | -    | -    | –––– | 2-3  | -    | 0-4  | 2-2  | -    | -    | -    | -    | -    | -    | -    | -    |
| Clivense S.M.             | 2-1  | 6-0  | 1-0  | 1-0  | 5-0  | 2-0  | 2-0  | –––– | 2-1  | 0-2  | 1-1  | 0-0  | 1-0  | -    | 0-0  | 1-1  | 3-0  | 1-0  | 0-1  |
| Garda                     | -    | -    | -    | -    | -    | -    | -    | 1-2  | –––– | -    | -    | -    | 1-1  | -    | -    | -    | -    | -    | 1-0  |
| Mestrinorubano            | -    | -    | -    | 2-2  | 1-2  | -    | -    | 3-2  | -    | –––– | -    | -    | -    | -    | -    | -    | -    | -    | -    |
| Montorio                  | -    | -    | -    | -    | -    | -    | -    | 0-2  | 1-2  | -    | –––– | -    | -    | -    | 0-2  | -    | -    | -    | -    |
| Pescantina Settimo        | -    | -    | -    | -    | -    | -    | -    | -    | -    | 1-3  | -    | –––– | -    | 0-2  | -    | -    | -    | -    | -    |
| Pozzonovo                 | -    | -    | -    | -    | -    | -    | -    | 0-3  | -    | -    | 0-1  | -    | –––– | -    | -    | -    | -    | -    | -    |
| Schio Calcio              | -    | -    | 2-2  | -    | -    | -    | -    | 0-1  | -    | -    | -    | -    | -    | –––– | -    | -    | -    | -    | -    |
| Union Eurocassola         | -    | -    | -    | -    | -    | 1-1  | -    | 4-1  | -    | -    | -    | -    | -    | -    | –––– | -    | -    | -    | -    |
| Unione La Rocca Altavilla | -    | -    | -    | 1-1  | -    | -    | 1-2  | 2-0  | -    | -    | -    | -    | -    | -    | -    | –––– | -    | -    | -    |
| Valgatara                 | -    | 1-0  | -    | -    | -    | -    | -    | 3-3  | -    | -    | -    | -    | -    | -    | -    | 1-2  | –––– | -    | -    |
| Vigasio                   | -    | -    | -    | -    | -    | -    | -    | 0-0  | -    | -    | -    | 3-3  | -    | -    | -    | -    | 1-0  | –––– | -    |
| Virtus Corneido           | -    | -    | -    | -    | -    | -    | 1-1  | 2-3  | -    | -    | -    | -    | -    | -    | -    | -    | -    | -    | –––– |

#### Play-off

##### Semifinali
|            | Risultati |                  | Luogo e data                                  |
| ---------- | --------- | ---------------- | --------------------------------------------- |
| Ambrosiana | 0-3       | Academy Plateola | Sant'Ambrogio di Valpolicella, 14 maggio 2023 |

##### Finale
|         | Risultati |                  | Luogo e data                       |
| ------- | --------- | ---------------- | ---------------------------------- |
| Bassano | 2-2       | Academy Plateola | Bassano del Grappa, 21 maggio 2023 |

#### Play-out
|                    | Risultati |                    | Luogo e data      |
| ------------------ | --------- | ------------------ | ----------------- |
| Valgatara          | 0-2       | Pescantina Settimo | ?, 14 maggio 2023 |
| Pescantina Settimo | 0-3       | Valgatara          | ?, 21 maggio 2023 |

## Girone B

### Squadre partecipanti
| Club                                     | Città                      | Stadio                       | Stagione precedente    |
| ---------------------------------------- | -------------------------- | ---------------------------- | ---------------------- |
| U.S. Arcella                             | Padova                     | Campo L. Bressan             | 3º posto in Ecc. B     |
| F.C. Calvi Noale S.S.D. a r.l.           | Noale (VE)                 | Stadio Azzurri d'Italia 2006 | 6º posto in Ecc. B     |
| A.S.D. Cavarzano Oltrardo Limana         | Belluno                    | Stadio comunale "sintetico"  | Promozione             |
| A.S.D. Città di Caorle-La Salute         | Caorle (VE)                | Stagio Giovanni Chiggiato    | 12º posto in Ecc. C    |
| A.D.C. Eclisse CareniPievigina           | Pieve di Soligo (TV)       | Stadio comunale              | 10º posto in Ecc. C    |
| A.S. Giorgione                           | Castelfranco Veneto (TV)   | Stadio Giuseppe Ostani       | 1º posto in Ecc. B     |
| A.S.D. Godigese                          | Castello di Godego (TV)    | Stadio comunale              | 7º posto in Ecc. B     |
| Calcio Istrana 1964 A.S.D.               | Istrana (TV)               | Stadio comunale              | 77º posto in Ecc. C    |
| A.S.D. Liapiave                          | San Polo di Piave (TV)     | Stadio comunale              | 5º posto in Ecc. C     |
| A.S.D. Liventina                         | Motta di Livenza (TV)      | Stadio Luigino Samassa       | 6º posto in Ecc. C     |
| U.S.D. Opitergina                        | Oderzo (TV)                | Stadio Opitergium            | 8º posto in Ecc. C     |
| S.S.D. Piovese A.R.L.                    | Piove di Sacco (PD)        | Stadio comunale "Vallini"    | Promozione             |
| A.C.D. Portomansuè                       | Portobuffolé e Mansuè (TV) | Stadio comunale di Mansuè    | 4º posto in Ecc. C     |
| A.C.D. Robeganese-Fulgor Salzano         | Salzano (VE)               | Stadio comunale di Salzano   | 11º posto in Ecc. B    |
| A.C. Sandonà 1922 A.S.D.                 | San Donà di Piave (VE)     | Stadio Verino Zanutto        | 3º posto in Ecc. C     |
| F.C. Spinea 1966                         | Spinea (VE)                | Stadio comunale "S. Allende" | 16º posto in Serie D/C |
| Treviso FBC 1993                         | Treviso                    | Stadio Omobono Tenni         | 2º posto in Ecc. C     |
| S.S.D. United Borgoriccocampetra         | Camposampiero (PD)         | Stadio Emanuele Mason        | 2º posto in Ecc. B     |
| A.S.D. Vittorio Falmec San Martino Colle | Vittorio Veneto (TV)       | Stadio Paolo Barison         | 9º posto in Ecc. C     |

### Classifica
- aggiornata al 23 aprile 2023

|  | Pos. | Squadra                        | Pt | G  | V  | N  | P  | GF | GS | DR  |
|  | ---- | ------------------------------ | -- | -- | -- | -- | -- | -- | -- | --- |
|  | 1.   | Treviso                        | 75 | 36 | 23 | 6  | 7  | 77 | 31 | +46 |
|  | 2.   | Calvi Noale                    | 74 | 36 | 21 | 11 | 4  | 70 | 33 | +37 |
|  | 3.   | Portomansuè                    | 68 | 36 | 20 | 8  | 8  | 66 | 48 | +18 |
|  | 4.   | Godigese                       | 63 | 36 | 18 | 9  | 9  | 63 | 41 | +22 |
|  | 5.   | Opitergina                     | 62 | 36 | 18 | 8  | 10 | 45 | 36 | +9  |
|  | 6.   | Sandonà 1922                   | 59 | 36 | 17 | 8  | 11 | 51 | 47 | +4  |
|  | 7.   | United Borgoriccocampetra      | 57 | 36 | 17 | 6  | 13 | 78 | 53 | +25 |
|  | 8.   | Vittorio SMC                   | 55 | 36 | 17 | 4  | 15 | 60 | 49 | +11 |
|  | 9.   | Liapiave                       | 53 | 36 | 15 | 8  | 13 | 67 | 56 | +11 |
|  | 10.  | Cavarzano Oltrardo Limana      | 48 | 36 | 11 | 15 | 10 | 49 | 56 | -7  |
|  | 11.  | Città di Caorle-La Salute      | 44 | 36 | 12 | 8  | 16 | 41 | 50 | -9  |
|  | 12.  | Giorgione                      | 43 | 36 | 11 | 10 | 15 | 36 | 51 | -15 |
|  | 13.  | Pievigina                      | 40 | 36 | 11 | 7  | 18 | 45 | 54 | -9  |
|  | 14.  | Spinea                         | 39 | 36 | 10 | 9  | 17 | 41 | 47 | -6  |
|  | 15.  | Istrana                        | 39 | 36 | 10 | 9  | 17 | 41 | 66 | -25 |
|  | 16.  | Arcella                        | 37 | 36 | 9  | 10 | 17 | 36 | 55 | -19 |
|  | 17.  | Liventina                      | 36 | 36 | 8  | 12 | 16 | 32 | 45 | -13 |
|  | 18.  | Piovese                        | 35 | 36 | 9  | 8  | 19 | 39 | 61 | -22 |
|  | 19.  | Robeganese-Fulgor Salzano (-1) | 17 | 36 | 4  | 6  | 26 | 33 | 91 | -58 |

Legenda:
       Promossa in Serie D 2023-2024.
       Ammessa agli spareggi nazionali.
 Ammessa ai play-out.
       Retrocessa in Promozione Veneto 2022-2023.
Note:
Regolamento:
Tre punti a vittoria, uno a pareggio, zero a sconfitta.
In caso di arrivo di due o più squadre a pari punti, la graduatoria verrà stilata secondo la classifica avulsa tra le squadre interessate che prevede, in ordine, i seguenti criteri:
- Punti negli scontri diretti.
- Differenza reti negli scontri diretti.
- Differenza reti generale.
- Reti realizzate in generale.
- Sorteggio.

#### Risultati

##### Tabellone
- aggiornati al 2 ottobre 2022

|                            | Arc  | Cal  | Cav  | Cit  | Ecl  | Gio  | God  | Ist  | Lia  | Liv  | Opi  | Pio  | Por  | Rob  | San  | Spi  | Tre  | Uni  | VFC  |
| -------------------------- | ---- | ---- | ---- | ---- | ---- | ---- | ---- | ---- | ---- | ---- | ---- | ---- | ---- | ---- | ---- | ---- | ---- | ---- | ---- |
| Arcella Padova             | –––– | -    | -    | -    | -    | -    | -    | -    | -    | -    | -    | -    | -    | -    | 3-4  | -    | -    | -    | -    |
| Calvi Noale                | -    | –––– | -    | -    | 3-0  | -    | -    | -    | -    | -    | -    | -    | -    | 1-0  | -    | -    | -    | -    | -    |
| Cavarzano Oltrardo Limana  | -    | -    | –––– | -    | -    | -    | -    | -    | -    | -    | -    | -    | -    | 3-0  | -    | -    | -    | 1-4  | -    |
| Città di Caorle-La Salute  | 2-0  | -    | -    | –––– | -    | -    | -    | -    | -    | -    | -    | -    | 2-1  | -    | -    | -    | -    | -    | -    |
| Eclisse Carenipievigina    | 2-0  | -    | 1-3  | -    | –––– | -    | -    | -    | -    | -    | -    | -    | -    | -    | -    | -    | -    | -    | -    |
| Giorgione Calcio 2000      | -    | 0-1  | -    | -    | -    | –––– | 2-1  | 2-1  | -    | -    | -    | -    | -    | -    | -    | -    | -    | -    | -    |
| Godigese                   | -    | -    | -    | -    | -    | -    | –––– | -    | -    | -    | -    | -    | -    | -    | -    | -    | -    | -    | -    |
| Istriana Calcio 1964       | -    | -    | -    | -    | -    | -    | -    | –––– | -    | -    | -    | -    | -    | -    | -    | -    | -    | 1-3  | -    |
| Liapiave                   | 2-0  | -    | -    | 2-0  | -    | -    | -    | -    | –––– | -    | -    | -    | -    | -    | -    | -    | -    | -    | -    |
| Liventina                  | -    | -    | -    | -    | -    | -    | 1-1  | -    | 0-1  | –––– | -    | -    | -    | -    | -    | -    | -    | -    | -    |
| Opitergina                 | -    | -    | -    | -    | -    | 0-0  | -    | -    | -    | -    | –––– | -    | -    | -    | -    | -    | 0-3  | -    | -    |
| Piovese                    | -    | -    | -    | -    | -    | -    | -    | -    | -    | 2-0  | -    | –––– | -    | -    | -    | -    | -    | -    | 1-3  |
| Portomansuè                | -    | 0-0  | -    | -    | -    | -    | -    | -    | 2-1  | -    | -    | -    | –––– | -    | -    | -    | -    | -    | -    |
| Robeganese F. Salzano      | -    | -    | -    | 1-3  | -    | -    | -    | 1-1  | -    | -    | -    | -    | -    | –––– | -    | -    | -    | -    | -    |
| San Donà 1922              | -    | -    | -    | -    | 1-0  | -    | -    | -    | -    | -    | -    | -    | 3-0  | -    | –––– | -    | -    | -    | -    |
| Spinea 1966                | -    | -    | -    | -    | -    | -    | 0-2  | 2-0  | -    | -    | -    | 1-1  | -    | -    | -    | –––– | -    | -    | -    |
| Treviso                    | -    | -    | -0   | -    | -    | -    | 4-0  | -    | -    | -    | -    | -    | -    | -    | -    | -    | –––– | -    | -    |
| United Borgoriccocampetra  | -    | -    | -    | -    | -    | -    | -    | -    | -    | -    | 1-1  | -    | -    | -    | 5-1  | -    | -    | –––– | -    |
| Vittorio Falmec S.M. Colle | -    | -    | -    | -    | -    | -    | -    | -    | -    | 0-1  | 0-2  | -    | -    | -    | -    | -    | -    | -    | –––– |

#### Play-off

##### Semifinali
|             | Risultati |          | Luogo e data          |
| ----------- | --------- | -------- | --------------------- |
| Portomansuè | 2-3       | Godigese | Mansuè, 7 maggio 2023 |

##### Finale
|             | Risultati |          | Luogo e data          |
| ----------- | --------- | -------- | --------------------- |
| Calvi Noale | 1-2       | Godigese | Noale, 14 maggio 2023 |

#### Play-out
andata 30 aprile e ritorno 7 maggio 2023
|           | Risultati |           | Luogo e data      |
| --------- | --------- | --------- | ----------------- |
| Arcella   | 0-1       | Pievigina | ?, 30 aprile 2023 |
| Pievigina | 2-1       | Arcella   | ?, 7 maggio 2023  |

|         | Risultati |         | Luogo e data      |
| ------- | --------- | ------- | ----------------- |
| Istrana | 2-1       | Spinea  | ?, 30 aprile 2023 |
| Spinea  | 4-0       | Istrana | ?, 7 maggio 2023  |